# Takarmánykáposzta
A takarmánykáposzta (Brassica oleracea convar. acephala var. medullosa), népies nevén marhakáposzta, leveles káposzta vagy óriás káposzta a vadkáposzta (Brassica oleracea) egy termesztett változata. Késő őszi, kora téli zöldtakarmány.
Németországban kezdték termeszteni a 19. században, onnan terjedt át Angliára, a Németalföldre és Franciaországra. Magyarországon a 20. század elején jelent meg, leginkább a Dunántúlon terjedt el.
Karógyökere dúsan elágazik. Igen magas a C-vitamin-tartalma. Felaprítva nemcsak összetett gyomrú állatoknak, hanem sertésnek, baromfinak is adható.
Párolva és pirítva a modern konyhában is kedvelt alapanyag.